# Žarko Nikolić
Žarko Nikolić (Novi Sad, 16 ottobre 1936 – 22 agosto 2011) è stato un calciatore jugoslavo, di ruolo difensore.